# Нечай, Даниил
Дании́л Неча́й, также Дани́ла Неча́й (укр. Дани́ло Неча́й; около 1612 года — 10 февраля 1651 года, Красное, Подолье) — брацлавский полковник, украинский полководец, участник восстания Богдана Хмельницкого.

## Биография
Нечай происходил из старинной украинской православной шляхетской фамилии герба Новый Побог (укр. Побуг відмінний), восходящей к рубежу XV—XVI веков. Родился, по всей видимости, в городе Бар, в Подолии. Имел трёх братьев. Матвей Нечай был сотником, а затем наказным полковником Уманского полка. Иван Нечай был Могилёвским полковником. Юрий Нечай был в Могилёвском полку сотником…
Некоторые историки утверждают, что Нечай учился в Киево-Могилянской академии, которую закончил 1647 году, то есть в 35-летнем возрасте. По другим сведениям, в молодости следы Данилы Нечая были замечены на Запорожской Сечи и даже среди донских казаков, где он постигал военное искусство. Согласно казацким преданиям, Дани́ла Неча́й был соратником Павла Павлюка-Бута, Якова Острянина, побратимом Ивана Богуна.
В 1647 году Нечай сопровождал Богдана Хмельницкого в Никитинскую (Микитинскую) Сечь. Участвовал во взятии казаками крепости Кодак, в битвах под Жёлтыми Водами, под Корсунем. Организовал Брацлавский полк. Потом стал одним из соратников Максима Кривоноса, отличился в боях на Винничине, под Меджибожем. Как брацлавский полковник, участвовал в битвах под Староконстантиновом, под Пилявцами . Польский мемуарист С. Освенцим в своем «Диариуше» называет казацкого предводителя Нечая «одним из самых главных среди повстанцев бунтовщиком, которому сами казаки отдавали первое место после Хмельницкого». Современники уважительно признавали его «чрезвычайную отвагу и ум»…
Полковник Дани́ла Неча́й участвовал в походе казацкой армии в Галицию, где по поручению Богдана Хмельницкого овладел замком в Бродах и вместе с другими полководцами осаждал Львов, штурмовал Замостье. После освобождения Киева, с декабря 1648 пребывал в чине Киевского полковника.. Зимой 1649—1650 гг. Данило Нечай в Киеве «чинил военный суд над ляхами». Тогда возглавляемый им отряд настиг возле Фастова отряд польских шляхтичей, которые бежали с награбленным имуществом, и расправился с ними… В Киеве и Переяславе Нечай вёл переговоры с дипломатами Речи Посполитой.
Нечай выступал против компромиссного Зборовского договора 1649 года… Вместе с Матвеем Гладким, полковник Нечай брал Сороки и тогдашнюю столицу Молдавии — Яссы, принуждая молдавского господаря Василя Лупула к союзу с Хмельницким.
Погиб полковник Нечай в бою с войском польского гетмана М. Калиновского, в местечке Красное на Подолье. Казаки праздновали масленицу и не ожидали нападения.

1651. Ханъ кримский, уведшися хитростию Хмелницкого, полякамъ обявилъ войну, и тотъ часъ король КазимЂръ велЂлъ всему посполитому рушеню быть на войну въ готовности. Тогожъ 1651 года Хмелницкій повелЂлъ болшимъ чис’ломъ реестровати козацкое войско и ляховъ знову от Украины изгонить и убивать. Тогда Нечая браславского пяного на запусти въ Красномъ гетманъ полный КалЂновскій убилъ.— Летопись Самовидца по новооткрытым спискам, Под ред. О. И. Левицкого. — К., 1878. — с. 211-319.
О героических подвигах Д. Нечая украинский народ сложил многочисленные песни и думы.